# Josefina Pla

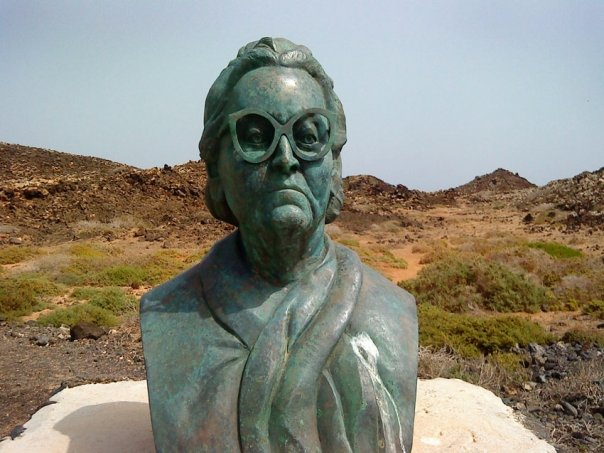
Bronsbyst föreställande Josefina Pla, på födelseön Isla de Lobos

Josefina Pla, född 1903 på Isla de Lobos, Kanarieöarna, död 1999 i Asunción, Paraguay, var en paraguayansk poet, författare, konstnär och kritiker.
Pla hörde till den litterära rörelsen Grupo del '40, som under 1940-talet förnyade den latinamerikanska poesin. Hon gjorde sig också känd för sitt arbete för mänskliga rättigheter och jämställdhet mellan könen.
Pla grundade den paraguayanska PEN-klubben.